# NGC 2868
NGC 2868 је елиптична галаксија у сазвежђу Хидра која се налази на NGC листи објеката дубоког неба.
Деклинација објекта је - 10° 25' 44" а ректасцензија 9h 23m 27,2s. Привидна величина (магнитуда) објекта NGC 2868 износи 14,3 а фотографска магнитуда 15,3. NGC 2868 је још познат и под ознакама NPM1G -10.0299, PGC 26598.